# 重冈县
重冈县，中国隋朝古县名。
隋炀帝大业八年（612年）置重冈县，治所在今江苏省泗洪县西北重冈乡，属下邳郡。当时是通济渠南一里平地，大业十年（614年）筑城，以重冈山为名。隋朝末年废除，地入徐城县。